# Trygodes solaniferata
Trygodes solaniferata är en fjärilsart som beskrevs av Achille Guenée 1858. Trygodes solaniferata ingår i släktet Trygodes och familjen mätare. Inga underarter finns listade i Catalogue of Life.